# El amor, el deber y el crimen
El amor, el deber y el crimen es una película colombiana perteneciente al género del drama romántico mudo, filmada en 1925. Fue escrita, producida y dirigida por Vincenzo Di Doménico y Pedro Moreno Garzón.

## Sinopsis
La historia trata sobre una mujer pura y casta de la Bogotá de los años 20. La mujer, quien próximamente contraerá nupcias, empieza a enamorarse de un joven pintor que hace un retrato suyo, quien además de desempeñar esta profesión, también es boxeador.